# Tienko
Tienko est une ville du nord de la Côte d'Ivoire, entre Odienné et la frontière malienne. C'est une sous-préfecture du département de Minignan dans la région du Folon créée sur la base du canton Bôdougou regroupant 19 villages depuis 1971.
Les Doumbia étant les chefs de canton et les Sidibé chef du village de Tienko.
La population y est essentiellement constituée de forgerons, d'agriculteurs, de chasseurs et de peuls sédentarisés qui bénéficiaient de l'hospitalité des chefs de terres que sont les Doumbia et les Diarrassouba. Elle abrite un des relais de télévision qui couvrent tout le nord du pays.